# 錫瓜特佩克
錫瓜特佩克（Siguatepeque, Comayagua），是洪都拉斯的城鎮，位於該國中西部，由科馬亞瓜省負責管轄，面積397.8平方公里，海拔高度1,066米，2001年人口60,155，人口密度每平方公里151.22人。

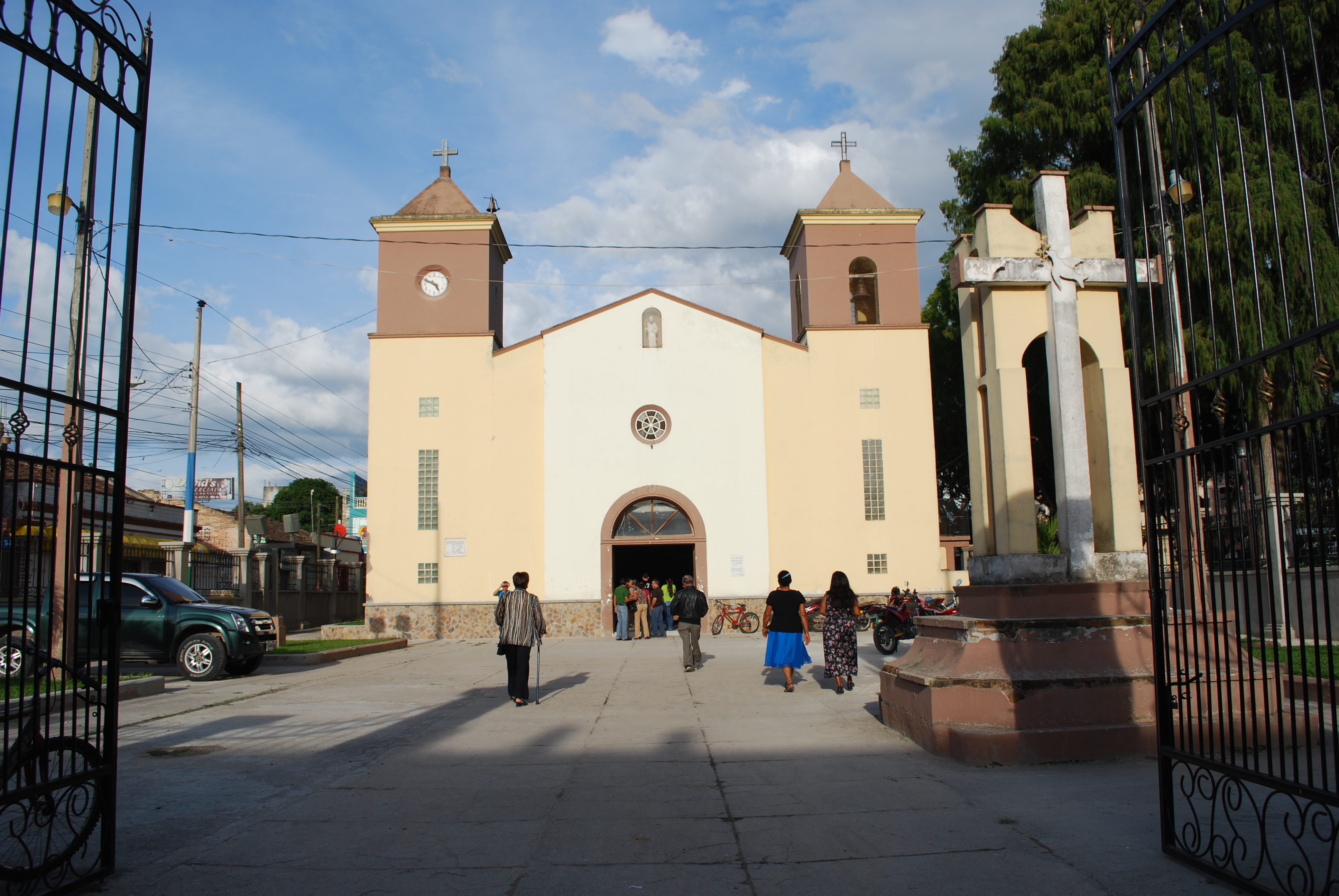
錫瓜特佩克

14°36′N 87°50′W / 14.600°N 87.833°W